# Nesselzünsler

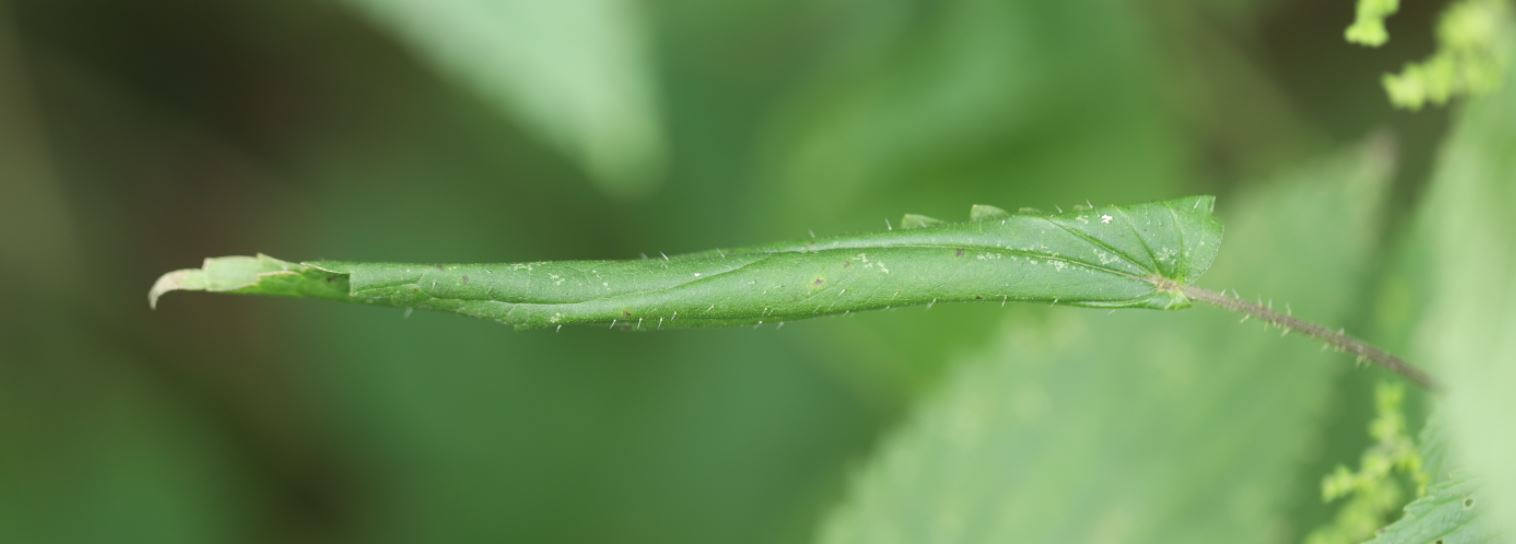
Zusammengewickeltes Brennnesselblatt mit Raupe darin

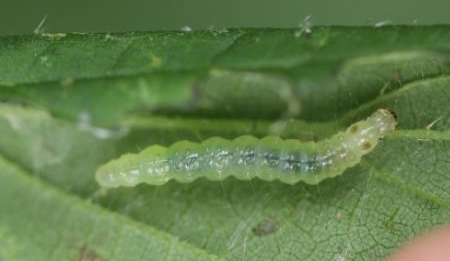
Raupe, Anfang August

Der Nesselzünsler (Patania ruralis) ist ein Schmetterling aus der Familie der Crambidae. Bis 2019 wurde die Art unter dem Taxon Pleuroptya ruralis geführt.

## Lebensweise
Die oligophagen Raupen fressen vorwiegend in zusammengerollten Blättern der Großen Brennnessel (Urtica dioica). Weniger häufig sind die Raupen auch an Hopfen (Humulus), Gänsefuß (Chenopodium), Melden (Atriplex) und Spiersträuchern (Spiraea) zu finden.

### Flug- und Raupenzeiten
Der Nesselzünsler bildet zwei Generationen im Jahr, die von Mai bis Juni, und dann wieder von Juli bis September fliegen. Die Raupen sind im Juni und dann wieder ab August anzutreffen. Die Raupe überwintert.